# Albert von Beckh
Albert Beckh, ab 1915 Ritter von Beckh (* 15. Februar 1870 in Nürnberg; † 14. Oktober 1958 in Hersbruck) war ein deutscher Generalmajor der Reichswehr und SS-Gruppenführer.

## Leben

### Familie
Er war der Sohn des bayerischen Hofrates Wilhelm Beckh und dessen Ehefrau Luise, geborene Mauz. Beckh verheiratete sich 1898 mit Lilly Roell. Aus der Ehe ging eine Tochter hervor. Später verheiratete er sich mit Grete Bertram. Der Schriftsteller Ernst Penzoldt war sein Neffe.
Beckh gehörte wie schon sein Vater der Burschenschaft Germania Erlangen an.

### Militärkarriere
Nach dem Besuch des Humanistischen Gymnasiums in Hof trat Beckh am 9. August 1890 als Dreijährig-Freiwilliger in das 14. Infanterie-Regiment „Hartmann“ der Bayerischen Armee in seiner Heimatstadt ein. Er wurde 1891/92 an die Kriegsschule München kommandiert und im Anschluss daran im März 1892 unter Beförderung zum Sekondeleutnant in das 19. Infanterie-Regiment versetzt. Ende Januar 1894 folgte seine Rückversetzung sowie von Oktober 1896 bis Ende September 1898 eine Kommandierung zum 2. Pionier-Bataillon nach Speyer. Am 19. September 1900 wurde Beckh Oberleutnant und zeitgleich mit seiner Beförderung zum Hauptmann am 23. Juni 1907 stieg er zum Kompaniechef auf.

#### Erster Weltkrieg
Mit Ausbruch des Ersten Weltkriegs machte sein Regiment am 2. August 1914 mobil und nahm im Verband mit der 5. Infanterie-Division an der Schlacht in Lothringen teil. Während der Kämpfe um Nancy-Épinal wurde Beckh schwer verwundet und während seines Lazarettaufenthaltes am 10. September 1914 zum Major befördert. Nach seiner Gesundung Anfang Dezember 1914 zunächst dem Ersatz-Bataillon seines Regiments überwiesen, wurde Beckh im gleichen Monat zum Kommandeur des Feld-Infanterie-Bataillons in Nürnberg ernannt. Auf Weisung des Kriegsministeriums vom 22. Dezember 1914 wurde dieser Truppenteil zum 29. Dezember 1914 zum III. Bataillon des neu gebildeten Reserve-Infanterie-Regiments 23. Nachdem das Regiment am 20. Januar 1915 mobil gestellt war, nahm es bei der 8. Reserve-Division an den Stellungskämpfen im Oberelsass und der ersten Schlacht von Münster teil. Kurzzeitig an die Ostfront verlegt, kämpfte Beckh hier in der Durchbruchsschlacht von Lubaczów. Während der Schlacht bei Lemberg gelang ihm mit seinem Bataillon, zum Teil im Nahkampf, das Dorf Maily zu erobern. Für diese Leistung wurde Beckh am 20. Juni 1915 durch König Ludwig III. mit dem Ritterkreuz des Militär-Max-Joseph-Ordens beliehen. Mit der Verleihung war die Erhebung in den persönlichen Adelstand verbunden und er durfte sich nach der Eintragung in die Adelsmatrikel „Ritter von Beckh“ nennen.
Im Juli 1915 kehrte er mit seinem Verband erneut in das Oberelsass zurück, nahm an den dortigen Stellungskämpfen sowie der zweiten Schlacht von Münster teil. Von Mitte Juli bis Mitte August 1916 folgte sein Einsatz in der Schlacht an der Somme und die anschließenden Stellungskämpfe bei Roye-Noyon. Im Oktober 1916 wurde Beckh mit seinem Regiment auf den Rumänischen Kriegsschauplatz verlegt. Durch eine Verwundung, die er dort am 2. Dezember 1916 erlitten hatte, fiel Beckh die kommenden Monate aus und war erst Anfang März 1917 wieder verwendungsfähig. Er übernahm daraufhin sein III. Bataillon, das zu diesem Zeitpunkt in Stellungskämpfen in den Siebenbürgischen Grenzkarpaten lag. In der Folgezeit mehrfach auch als stellvertretender Führer des Reserve-Infanterie-Regiments 23 eingesetzt, wurde Beckh aufgrund seiner Leistungen am 3. September 1917 vorzugsweise zum Regimentskommandeur ernannt. Im Oktober 1917 erneut an die Westfront verlegt, nahm er an der Schlacht in Flandern und den anschließenden Stellungskämpfen teil. Nach weiteren Gefechtstätigkeiten bei Armentières, Reims und Soissons lag Beckh bis Kriegsende in permanenten Abwehrkämpfen.

#### Weimarer Republik
Nach dem Waffenstillstand von Compiègne führte er die Reste seines Verbandes in die Heimat zurück. Ab 16. Dezember 1918 wurde das Regiment in Bayreuth demobilisiert und Beckh vier Tage später in das sich ebenfalls in der Demobilisierung befindliche 14. Infanterie-Regiment „Hartmann“ rückversetzt. Beckh war im April 1919 an der Aufstellung des Freikorps Oberland beteiligt, als dessen Führer er sich in der Folgezeit betätigte. Mit ca. 250 Mann nahm er an der Niederschlagung der Münchner Räterepublik teil. Ende Mai 1919 in die Vorläufige Reichswehr übernommen, war er zunächst Kommandeur des Reichswehr-Infanterie-Regiments 48 und in gleicher Funktion ab 5. August 1919 beim Reichswehr-Infanterie-Regiment 47. Mit der Bildung der Reichswehr ging sein bisheriges Regiment im Infanterie-Regiment 21 auf und Beckh kam als Oberstleutnant zum Stab. Dort wurde er am 28. September 1921 mit Wirkung vom 1. Juli 1921 zum Oberst befördert. Vom 1. Dezember 1922 bis 31. Juli 1925 war Beckh Kommandeur dieses Regiments, das sich während des Hitlerputsches loyal zur Reichsregierung in Berlin verhielt. Anschließend wurde er zum Kommandanten von München ernannt, in dieser Stellung am 1. April 1926 zum Generalmajor befördert und schließlich am 31. Januar 1927 aus dem aktiven Dienst verabschiedet.

### Nationalsozialismus
Nach seiner Verabschiedung wirkte Beckh viele Jahre als erster Präsident des Bayerischen Kriegerbundes und wurde in dieser Funktion 1932 zweiter Präsident des Deutschen Reichskriegerbundes „Kyffhäuser“. Ab 1934 war er Oberlandesführer Bayern sowie Landesführer des Landesverbandes Hochland des Deutschen Reichskriegerbundes. Zudem wurde er Ehrenpräsident des deutschen Soldaten- und Kriegerbundes und blieb in dieser Funktion bis zu seinem Tod 1958. Beckh trat zum 1. Mai 1937 der NSDAP (Mitgliedsnummer 5.354.436) und im selben Jahr der SS bei (SS-Nummer 279.975). Innerhalb der SS stieg er bis zum SS-Gruppenführer auf. Gegen Ende des Zweiten Weltkrieges gehörte er dem Stab des SS-Oberabschnitts „Süd“ an.

## Werke
- Geschichte des Kgl. Bayer. 14. Infanterie-Regiments und seiner Stammtruppen. Hofbuchdruckerei Bieling-Dietz. Nürnberg 1914.